# 4853 Marielukac
4853 Marielukac eller 1979 ML är en asteroid i huvudbältet som upptäcktes den 28 juni 1979 av den chilenske astronomen Carlos R. Torres på Cerro El Roble. Den har fått sitt namn efter Marie R. Lukac.
Asteroiden har en diameter på ungefär 6 kilometer.